# Metroland (álbum)
Banda sonora de la película Metroland de Philip Saville. El álbum contiene 8 piezas originales compuestas por el exlíder de Dire Straits, Mark Knopfler, y otras 6 canciones de otros grupos.

## Pistas
1. Metroland Theme - 2:27*
2. Annick - 3:01*
3. Tous Les Garçons et Les Filles (Françoise Hardy) - 3:06
4. Brats - 2:39*
5. Blues Clair (Django Reinhardt) - 3:01
6. Down Day - 1:51*
7. A Walk in Paris - 1:36*
8. She's Gone - 1:28*
9. Minor Swing (Django Reinhardt) - 3:13
10. Peaches (Stranglers) - 4:05
11. Sultans of Swing (Dire Straits) - 5:45
12. So You Win Again (Hot Chocolate) - 4:22
13. Alison (Elvis Costello) - 3:22
14. Metroland - 4:41*

(*) Música original compuesta por Mark Knopfler para la película. 

## Músicos
Richard Bennett - Guitarra.

Jim Cox - Piano y órgano (Hammond).

Chad Cromwell - Batería.

Guy Fletcher - Teclados.

Mark Knopfler - Guitarra y voz.

Steve Sidwell - Trompeta.

Chris White - Flauta y saxofón.

Glenn Worf - Bajo.

## Datos técnicos
Chuck Ainlay - Productor.

Don Cobb - Edición digital.

Mark Knopfler - Productor.

Rick Lecoat - Diseño.

Mark Leialoha - Fotografía.

Denny Purcell - Masterización.

Jonathan Russell - Asistente de masterización.
- Datos: Q130669